# Estany Llarg (Bolquera)
L'Estany Llarg és un estany del Pirineu, del terme comunal de Bolquera, de la comarca de l'Alta Cerdanya, a la Catalunya del Nord.
Es troba a 2.000,6 metres d'altitud, a l'extrem nord-oest del terme comunal de Bolquera. És al nord-est de l'Estany de la Pradella i al nord-oest de l'Estany Negre.
És un indret sovintejat pels excursionistes de la zona del Llac de la Bollosa.